# Kip iz vasi Bassetki
Kip iz vasi Bassetki je spomenik iz akadskega obdobja (2350–2100 pr. n. št.)  v Mezopotamiji. Odkrili so ga leta 1974 med gradnjo ceste v bližini vasi Bassetki (ki je v bližini ceste med Duhokom in guvernatom Zakho Duhok, severni Irak) za vojaške namene. Na podstavku je napis v akadščini, ki nakazuje, da je kip nekoč stal na vratih palače akadskega vladarja Naram-Sina (vladal ok. 2254–2218 pr. n. št.).
Kip sestavlja sedeča gola moška figura na okroglem podstavku. Zgornji del telesa in glava figure nista ohranjena. Ulit je bil iz 98,2 % čistega bakra s postopkom izgubljenega voska. Podnožje kipa ima premer 67 centimetrov in je visoko 25 centimetrov. Ohranjeni del same figure je visok 18 centimetrov. Kip tehta 150 kilogramov.
Kip iz vasi Bassetki vsebuje klinopis, napisan v stari akadščini. Napis govori o akadskem vladarju Naram-Sinu (2254–2218 pr. n. št.), vnuku in tretjem nasledniku Sargona Akadskega, ustanovitelja Akadskega kraljestva. Pripoveduje, da so po tem, ko je Naram-Sin zadušil obsežen upor proti njegovi vladavini, prebivalci mesta Akad prosili bogove, naj Naram-Sina postavijo za boga njihovega mesta, in da so mu v sredini zgradili tempelj.
»Naram-Sin, mogočni kralj Agade, ko so se mu štiri četrti skupaj uprle, je zaradi ljubezni, ki mu jo je izkazala boginja Astar, zmagal v devetih bitkah v eni v enem letu, in kralje, ki so jih (uporniki [?]) postavili (proti njemu), je ujel. Glede na to, da je zaščitil temelje svojega mesta pred nevarnostjo, (meščani njegovega mesta so zahtevali od Astarja v Eanni, Enlila v Nipurju, Dagana v Tutulu), Ninhursaga v Kesu, Ea v Eriduju, Sin v Uru, Samas v Siparju, (in) Nergal v Kuthi, da (Naram-Sin) postane (narejen) za boga svojega mesta, in v Agadi so zgradili tempelj (posvečen) njemu. Kar zadeva tistega, ki odstrani ta napis, naj bogovi Samas, Astar, Nergal, kraljev sodni izvršitelj, in sicer vsi ti bogovi (zgoraj omenjeni) raztrgajo njegove temelje in uničijo njegovo potomstvo.«
Po mnenju več učenjakov kip izstopa po svoji naturalistični upodobitvi človeškega telesa. Ta naturalizem je bil nov razvoj, značilen za akadsko obdobje.

## Izguba in vrnitev v invaziji leta 2003
Kip iz vasi Bassetki je bil med številnimi artefakti, ki so bili med invazijo na Irak leta 2003 izropani iz Iraškega muzeja. Med krajo je večkrat padel na tla, kar je bilo razvidno iz sledi razpok v tleh muzeja. Bil je naveden kot številka 2 na seznamu 30 najbolj iskanih starin, ki so bile ukradene iz muzeja. Do njegove vrnitve je prišlo po tem, ko je ameriška 812. četa vojaške policije oktobra 2003 vdrla v hišo in aretirala tri ljudi. Razkrili so lokacijo kipa, za katerega se je izkazalo, da je prekrit z mastjo za os in skrit v greznici. Kasneje so ga izvlekli in ga 11. novembra razstavili v Iraškem muzeju, skupaj z več kot 800 ukradenimi majhnimi predmeti, ki so jih prav tako našli.